# Рябины (Пермский край)
Рябины — деревня в Верещагинском районе Пермского края. Входит в состав Верещагинского городского поселения.

## Географическое положение
Деревня расположена примерно в 1,5 км к югу от административного центра поселения, города Верещагино. Расстояние до железнодорожной станции Верещагино составляет 3 км.

## Население
| 2010 |
| ---- |
| 647  |

## Улицы
- Лесная ул.
- Молодёжная ул.
- Птицеводов ул.
- Строителей ул.
- Юбилейная ул.

## Топографические карты
- Лист карты O-40-62 Верещагино. Масштаб: 1 : 100 000. Издание 1962 г.